# Hadja Lahbib

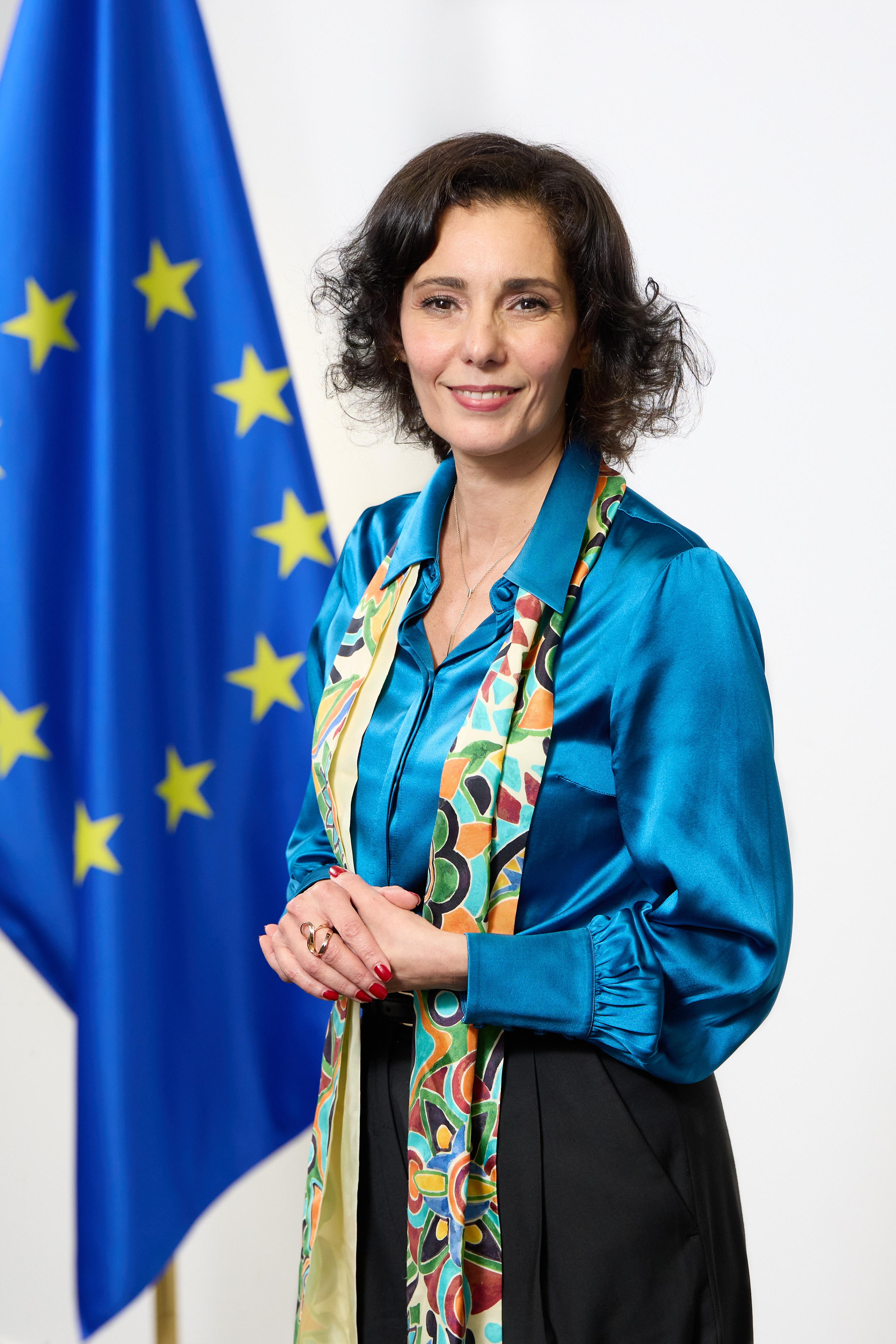
Hadja Lahbib (2024)

Hadja Lahbib (* 21. Juni 1970 in Boussu) ist eine belgische Journalistin, Dokumentarfilmerin und Politikerin (Mouvement Réformateur). Seit 2024 ist sie EU-Kommissarin für Resilienz, humanitäre Hilfe und Krisenmanagement sowie Gleichstellung. Zuvor war sie von 2022 bis 2024 belgische Außenministerin.

## Familie
Lahbib wurde in eine aus der Kabylei stammenden algerische Gastarbeiter-Familie in Boussu im Hainaut geboren, sie hat vier Geschwister. Boussu ist eine Gemeinde im Borinage, einst eines der bedeutendsten Steinkohlereviere Europas nahe Mons. Während ihre Eltern fromme Muslime sind, sieht sie sich mehr vom Buddhismus angezogen.

## Beruflicher Werdegang
Sie studierte ab 1989 an der Université Libre in Brüssel Journalismus und Kommunikationen und arbeitete dort nach erfolgreichem Studienabschluss von 1993 bis 1995 als wissenschaftliche Assistentin.
Von 1993 bis 1997 arbeitete sie als Journalistin für RTL-TVI in Lüttich, unter anderem beschäftigte sie sich mit der Affäre des Sexualstraftäters Marc Dutroux. Seit 1997 bis 2022 arbeitete sie für RTBF, das französischsprachige staatliche Fernsehen in Belgien. Zunächst war sie als Journalistin im Bereich „Gesellschaft“ tätig, später als langjährige Moderatorin der Haupt-Nachrichtensendung Journal télévisé (JT) des RTBF, wodurch sie landesweit bekannt wurde.
Zusätzlich arbeitete sie für „Arte Belgique“ und co-moderierte dort u. a. mit Patrick Delamale zwei monatliche Kultursendungen,. Ebenso moderierte sie Sendungen bei dem französischen staatlichen Auslandssender TV5 Monde.
Daneben berichtete sie häufig von Kriegsschauplätzen, vor allem im Nahen Osten und auch in Afghanistan. Ihr Dokumentarfilm Afghanistan. Le choix des femmes („Afghanistan. Die Wahl der Frauen“) machte sie auch als Filmemacherin bekannt und erschien später als Buch. Der Film wurde 2008 mit dem Golden Link Award der Europäischen Rundfunkunion (EBU) ausgezeichnet.
Für ihren Dokumentarfilm (Patience, patience, t'iras au paradis !) über sechs nach Belgien immigrierte muslimische Frauen und ihrer Emanzipation in einer freien Gesellschaft, die sie bis nach New York führte, erhielt sie 2015 den Preis „Iris Europa“.
Zuletzt hatte sie ihren journalistischen Schwerpunkt in den Kulturbereich verlagert und war 2019 als Hauptnachrichtensprecherin bei RTBF ausgeschieden. Sie wurde 2021 zusammen mit Jan Goossens von der Regierung der Region Brüssel-Hauptstadt beauftragt, die Bewerbung für Brüssel als Kulturhauptstadt Europas für 2030 vorzubereiten.

## Politik
Bis zu ihrer Ernennung als Außenministerin in der Regierung De Croo am 15. Juli 2022 war Habib nicht politisch aktiv und wurde erst daraufhin Mitglied des liberalen Mouvement Réformateur (MR), deren Vorsitzender Georg-Louis Bouchez sie für alle überraschend für das Amt vorschlug. Zuvor war Sophie Wilmès zurückgetreten, um ihren schwerkranken Ehemann versorgen zu können, und allgemein war eine Ernennung aus dem Kreis der MR-Politiker erwartet worden. Zu ihrer politischen Einordnung sagte sie auf der Pressekonferenz, auf der sie vorgestellt wurde: « Je ne suis ni de gauche, ni de droite, je suis fondamentalement libre » (deutsch: „Ich bin nicht links, nicht rechts, sondern fundamental frei“).
In ihre ministerielle Zuständigkeit fiel auch der Bereich „föderale Kulturinstitutionen“ und der Außenhandel. Während ihre Vorgängerin auch Vize-Premierministerin war, fiel dieser Posten bereits im April 2022 an David Clarinval.
Im Rahmen der Regierungsbildung nach den belgischen Parlamentswahlen wurde sie am 2. September 2024 vom Vorsitzenden ihrer Partei, Georges-Louis Bouchez, als belgische Kandidatin für einen Posten als EU-Kommissarin in der Kommission von der Leyen II ausgewählt und löste somit den vormaligen belgischen EU-Kommissar Didier Reynders ab. Am 17. September 2024 gab Ursula von der Leyen die Aufgabenverteilung der neuen EU-Kommission bekannt und nominierte Hadja Lahbib als EU-Kommissarin für Resilienz, humanitäre Hilfe und Krisenmanagement sowie Gleichstellung. Sie trat das Amt am 1. Dezember 2024 an.

## Werke
- Afghanistan. Le choix des femmes. Éditions Racine, Brüssel 2008, ISBN 978-2-87386-581-8; Dokumentarfilm 2007 (52 min.)
- Le cou et la tête. – Dokumentarfilm über das Frauendorf Umoja im Norden Kenyas (26 min.)
- Patience, patience, t'iras au paradis ! Film 2014